# Mir (taină)

Ungerea cu Mir în ritul ortodox

Mirul (sau confirmațiunea), în creștinism, este o taină prin care cel botezat, prin punerea mâinilor, ungere și rugăciune, îl primește pe Duhul Sfânt spre întărirea lăuntrică a vieții supranaturale și spre mărturisirea cu curaj a credinței.
Desăvârșește Botezul, conferind copiilor intre 7-14 ani o mai mare responsabilitate religioasă. În timpul „Confirmațiunii” ar avea loc pogorârea în corpul copilului a Sf. Spirit. La Catolici și la Anglicani “Confirmațiunea” se săvârșește prin așezarea mâinii episcopului pe capul copiilor și miruirea frunții cu ulei sfințit („crisam”). La Ortodocși și la Greco-Catolici aceasta are loc odată cu Botezul. Originea nu tocmai clară a acestui sacrament (bazat pe „Faptelor Apostolilor”, 8,14-17) a determinat, în secolul XVI, Bisericile Reformate să nu mai recunoască “Confirmațiunea” drept sacrament. 
Pentru Biserica Ortodoxă, Catolică, vechi-orientale, precum și pentru mișcările religioase Biserica Apostolică și Biserica Nouapostolică, mirul, laolaltă cu botezul și euharistia, face parte din tainele de inițiere creștină.

## Caracterul sacramental al mirului
Mirul este un sacrament propriu-zis, fiind instituit de către Iisus Hristos. 
Acest lucru reiese în mod indirect din Scriptură, ținând seama de următoarele:
- apostolii săvârșeau un rit sacramental, constând în impunerea mâinilor și rugăciune (cf. Fp 8, 14-17; 19, 6; Evr 6, 2);
- efectul acestui rit era comunicarea Duhului Sfânt (cf. Fp 8, 18);
- apostolii acționau potrivit misiunii încredințate de Hristos. Ținând seama de făgăduința trimiterii Duhului (In 7, 38), putem presupune că a dat apostolilor și îndrumări mai precise privind modul comunicării acestuia.

## Semnul exterior al mirului
În Bisericile răsăritene, ungerea cu mir se face, după o rugăciune de invocare a Duhului Sfânt, asupra diferitelor părți ale corpului, fiecare ungere fiind însoțită de formula "Pecetea darului Duhului Sfânt" (gr. Σφραγὶς δωρεᾶς πνεύματος ἁγίου).
În Biserica catolică, ritul esențial este ungere cu sfânta crismă pe frunte, făcută cu punerea mâinii și însoțită de cuvintele: "Primește pecetea darului Duhului Sfânt".
În ritul bizantin, mirul este oferit împreună cu botezul. În ritul romano-catolic, în cazul botezului copiilor, deoarece se cere administrarea lui de către episcop, mirul este oferit separat de botez, de obicei, la vârsta priceperii, după prima împărtășanie (în cazul botezului adulților, cele trei sacramente ale inițierii se acordă, totuși, împreună).

## Efectele mirului
Legat de har, ca taină a celor vii, mirul sporește harul sfințitor; acțiunea specifică a mirului este desăvârșirea harului botezului.
În al doilea rând, mirul întipărește în suflet un semn spiritual de neșters, caracterul mirului, și, de aceea, acest sacrament nu poate fi primit decât o singură dată.

## Necesitatea mirului
Datorită instituirii lui de către Hristos, se poate deduce că mirul este de nelipsit pentru Biserică în ansamblu. Mirul îi oferă puteri spirituale pentru depășirea greutăților din interiorul și exteriorul ei.
În privința fiecărui creștin în parte, în general, se afirmă că un creștin botezat poate dobândi mântuirea veșnică și fără mir.

## Oficiantul mirului
În Biserica ortodoxă și alte Biserici răsăritene, începând din secolul IV s-a generalizat acordarea mirului de către simpli preoți. În Constituțiile apostolice (sfârșitul secolului IV), impunerea mâinilor (χειροθεσία) la mir se atribuie nu numai episcopului, ci și preotului. Deși această taină este acordată de către preot, mirul trebuie să fie sfințit de către o adunare de episcopi, și de aceea se spune că mirungerea este o taină episcopală. Ea suplinește taina punerii mâinilor de către apostoli asupra celor botezați, prin care se conferă creștinului laic, harul "Preoției Împărătești" despre care vorbește Sfântul Petru.
În Biserica latină, oficiantul de drept al mirului este numai episcopul. Un simplu preot poate fi oficiant extraordinar al mirului, dacă i se acordă această facultate de către episcop. Dacă un simplu preot oficiază botezul unui adult, pentru acest lucru are nevoie de aprobarea episcopului, care, în acest caz, implică, din oficiu, și facultatea de a conferi mirul (în cazul botezului adulților păstrându-se uzul acordării împreună a celor trei sacramente ale inițierii: botezul, mirul, euharistia).

## Subiectul mirului
Poate primi mirul orice creștin botezat care nu a fost încă miruit. Repetarea mirului nu este valabilă. Pentru primirea cu vrednicie a mirului se cere starea de har sfințitor.